# Komarani (gmina Nova Varoš)
Komarani (cyr. Комарани) – wieś w Serbii, w okręgu zlatiborskim, w gminie Nova Varoš. W 2011 roku liczyła 296 mieszkańców.